# Anse de panier

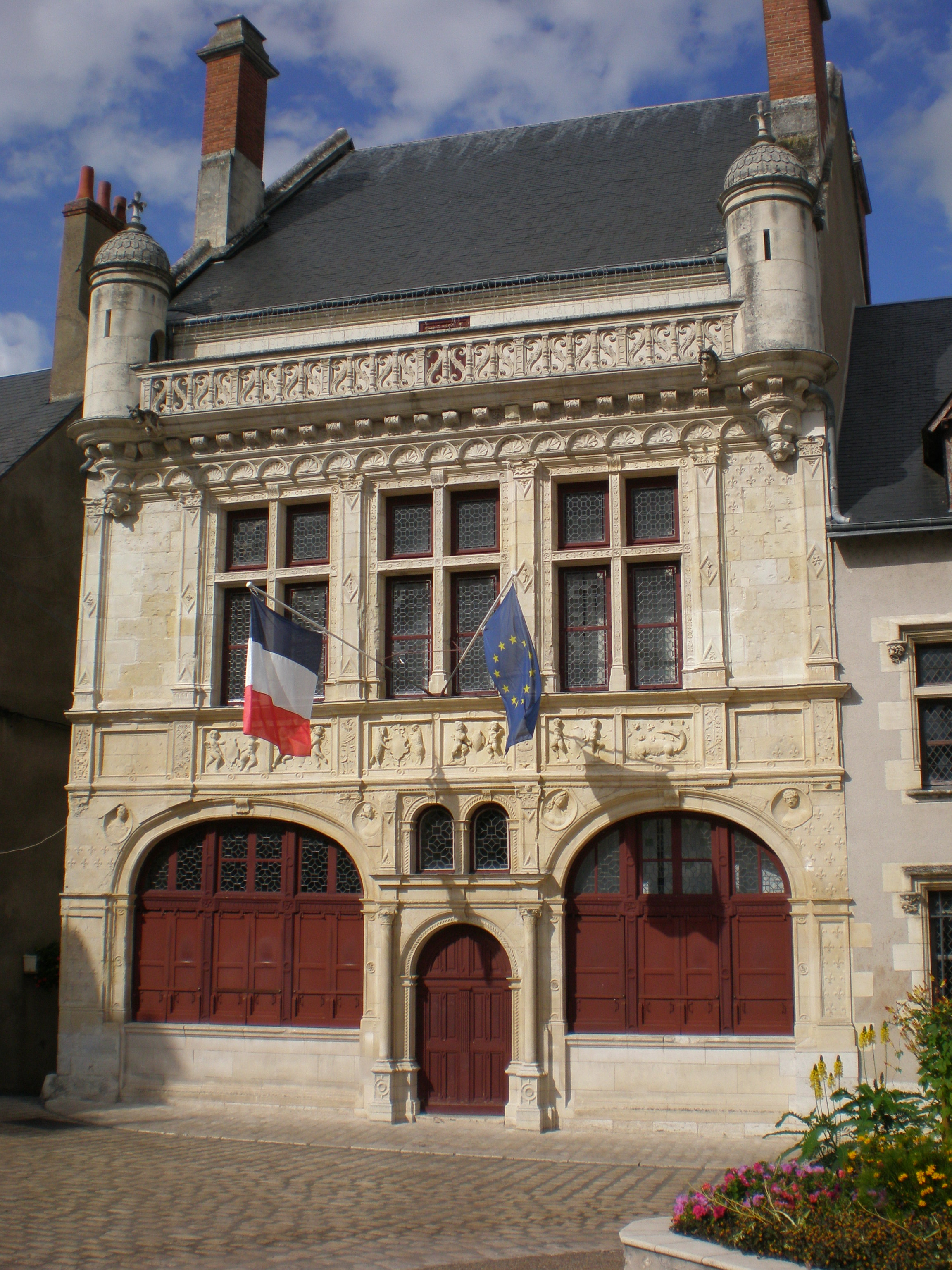
L'hôtel de ville de Beaugency présente une porte centrale en plein cintre encadrée par deux grandes arcades couvertes en anse de panier, de largeur inégale.

Une anse de panier est, en géométrie, une courbe plane fermée tracée au moyen d’arcs de cercle, en nombre impair, utilisée en architecture et principalement dans le domaine des ponts. Une voûte en anse de panier définit ainsi une voûte dont l’intrados, ligne inférieure de la voûte lorsqu’elle est vue en coupe, est une telle courbe.
Sa forme se rapproche de celle de l'ellipse qui, quant à elle, présente une variation de courbure continue depuis sa naissance jusqu'au sommet, c'est-à-dire depuis les extrémités du grand axe jusqu’au sommet du petit axe.

## Histoire

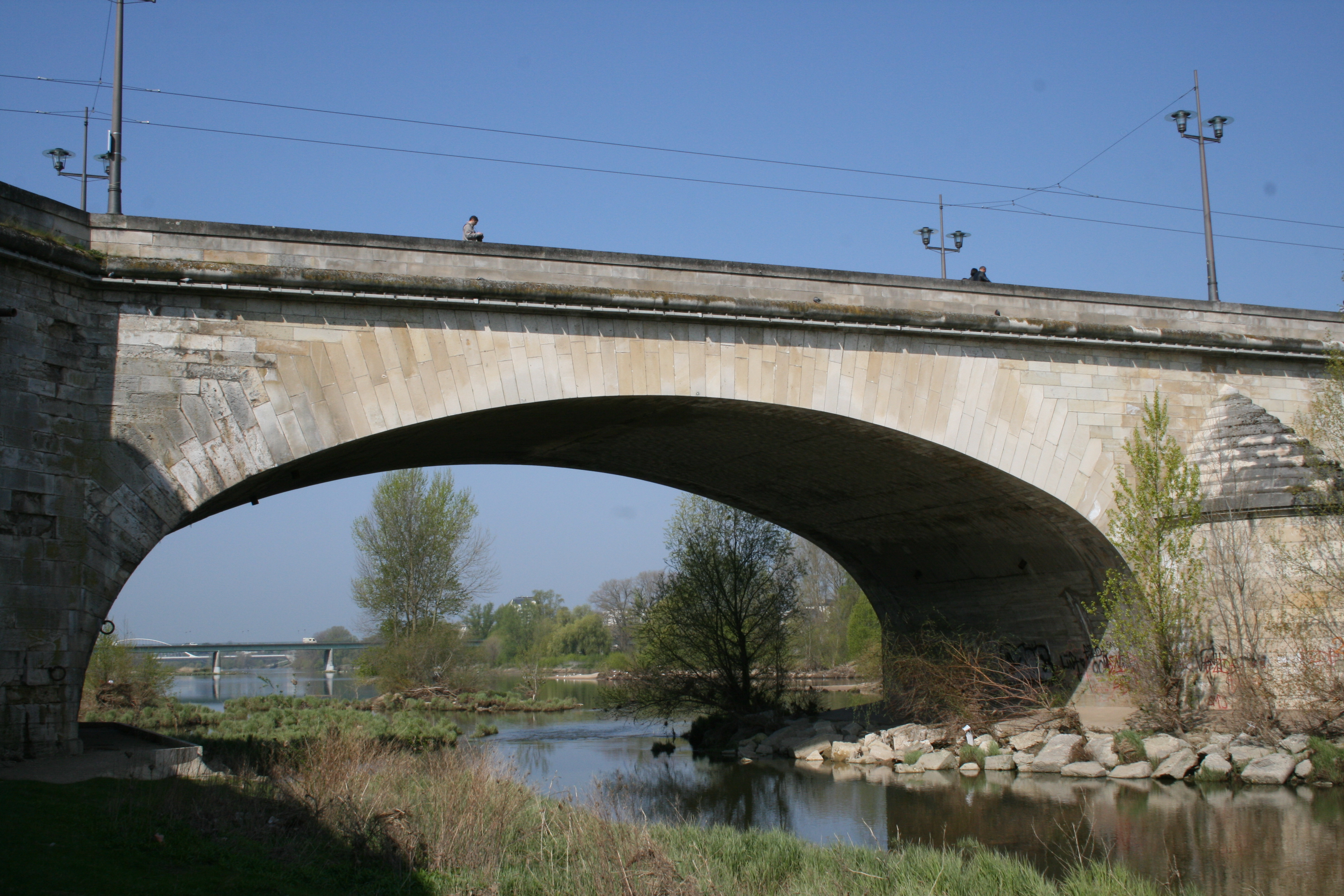
Pont George-V à Orléans - Anse de panier à trois centres

Depuis l’époque des Romains, les voûtes de ponts sont construites en pleins cintres, formant une demi-circonférence complète. À partir du début du Moyen Âge, est utilisé l’arc de cercle, une demi-circonférence incomplète, pour construire des voûtes de hauteur moindre que la moitié de leur ouverture. 
L'ogive qui, au lieu d'atténuer, accentue au contraire l’excès de hauteur des voûtes (puisque la flèche en est plus grande que la moitié de l'ouverture), n’est franchement appliquée à la construction des ponts qu'au Moyen Âge. 
L'anse de panier apparaît au début de la Renaissance, présentant un avantage esthétique indéniable sur les voûtes en arc de cercle : le fait qu’elle ait des retombées verticales, à savoir que ses arcs d’extrémités soient tangentiels verticalement aux appuis.

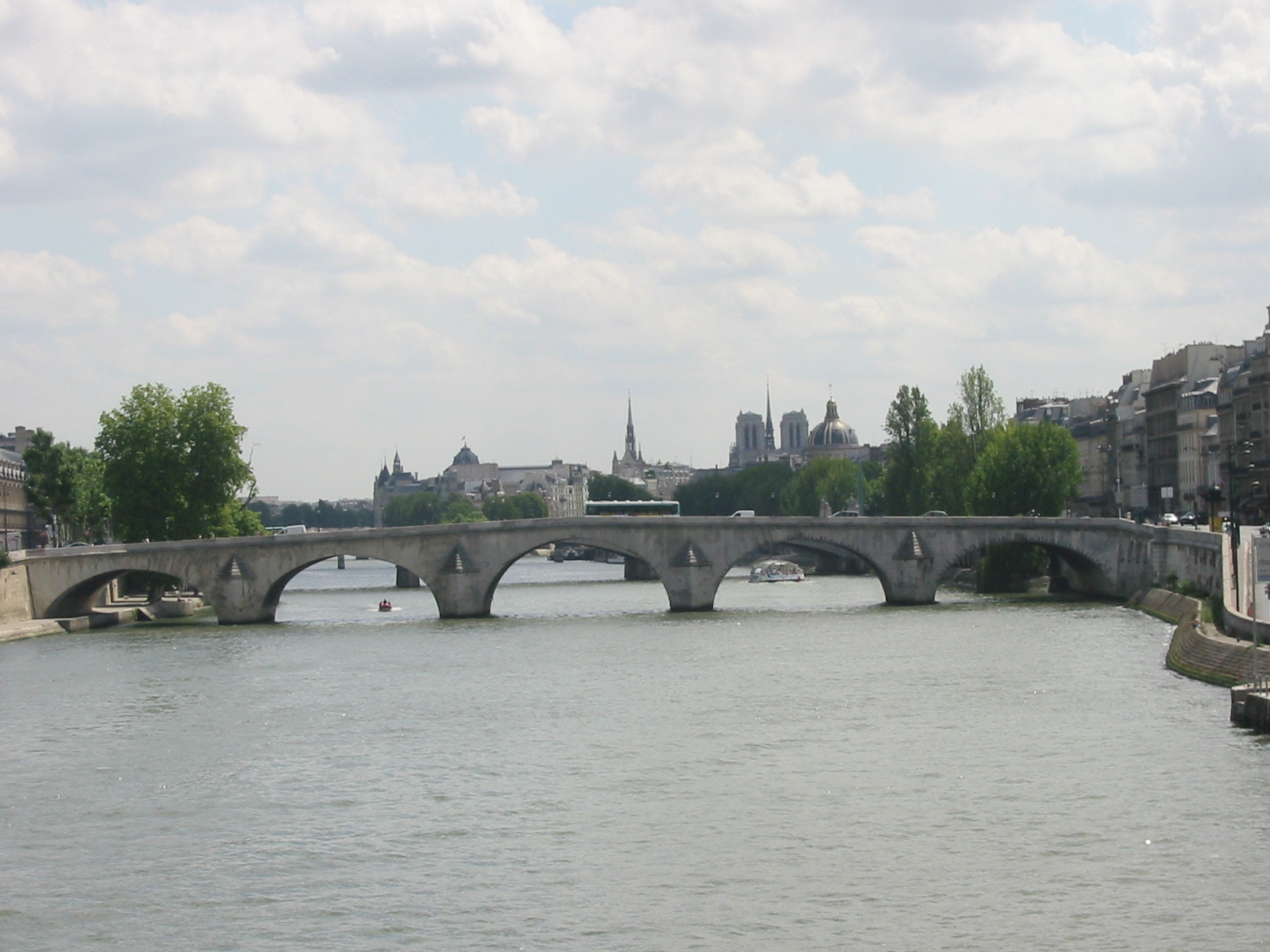
Pont Royal à Paris - Anse de panier à trois centres

Les applications les plus anciennes qui paraissent en avoir été faites en France sont celles du Pont-Neuf de Toulouse au XVIe siècle et du pont Royal au siècle suivant. Au XVIIIe siècle, les anses ont souvent été utilisées, très souvent à trois centres : ponts de Vizille, de Lavaur, de Gignac, ponts de Blois (1716-1724), d’Orléans (1750-1760), de Moulins (1756-1764), de Saumur (1756-1770) .

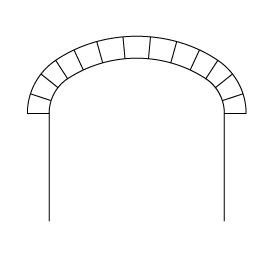
Arc en anse de panier.

Dans la deuxième moitié du XVIIIe siècle, Jean-Rodolphe Perronet a tracé avec onze centres les arches des ponts de Mantes (1757-1765), de Nogent (1766-1769), de Neuilly (1766-1774). Celles de Tours (1764-1777) ont aussi onze centres. Sauf Neuilly, surbaissé au 1/4, les autres ne le sont qu’au 1/3, ou très peu au-delà.
Au XIXe siècle, les premiers grands ponts de chemins de fer français (pont de Cinq-Mars (1846-1847), de Port-de-Piles (1846-1848), les ponts de Morandière : Montlouis (1843-1845), Plessis-les-Tours (1855-1857) étaient des anses de panier.
En Angleterre, alors que le pont anglais de Gloucester (1826-1827)  et de même le pont de Londres (1824-1831)  sont des ponts en ellipse, le pont de Waterloo à Londres (1816-1818) était encore en anse de panier.
On trouve encore quelques anses de panier dans la deuxième moitié du XIXe siècle et au début du XXe siècle : les ponts Annibal (1868-1870), et du Diable (1870-1872) , à cinq centres; le pont de Signac (1871-1872), à dix-neuf centres, le pont de l’Avenue Edmonson à Baltimore (1908-1909) à trois centres, le pont de l’Empereur François à Prague (1898-1901), sept centres.

## Comparaison entre anse de panier et ellipse

### Esthétique
Les anciens constructeurs attachaient une certaine importance aux procédés à l’aide desquels on arrêtait le contour d'une anse de panier. C'est à cause de cette sorte d’élasticité que les architectes ont souvent préféré la courbe ainsi tracée à l'ellipse dont le contour se détermine géométriquement..
Pour une ellipse, étant donné l’ouverture d’une voûte et la hauteur en son milieu, c’est-à-dire le grand axe et le petit axe, tous les points de la courbe d’intrados se trouvent fixés ; sans que le constructeur n'y puisse rien changer à son gré.
La courbe à plusieurs centres, au contraire, suivant la façon dont on dispose ces derniers, peut être plus ou moins arrondie aux naissances, plus au moins aplatie au sommet et une certaine part est ainsi réservée au goût de l'architecte qui l'emploie.

### Avantages et inconvénients
Les avantages en matière de tracé étaient indéniables : le tracé des épures, en vraie grandeur, était considéré comme plus facile et plus précis, et le tracé des normales, donc des joints de voussoirs, était immédiat sur chantier. 
Le nombre de panneaux de voussoirs était limité au nombre de rayons différents, alors que pour l'ellipse il était égal à la moitié du nombre des voussoirs augmenté d'une unité.
La discontinuité du tracé entraînait toutefois avec l’anse de panier l'apparition de jarrets disgracieux que le ravalement n'arrivait pas toujours à faire disparaître.

## Tracé des courbes à trois centres

### L’ovale antique

Tracé d’une anse à trois centres selon la méthode de Héron d’Alexandrie (sans les cercles de construction)

Si l'anse de panier n'a pas été appliquée dès l'Antiquité pour les arches des ponts, elle a été utilisée parfois pour la construction d'autres voûtes et Héron d'Alexandrie - qui écrivait ses traités de mathématiques plus d'un siècle avant notre ère - avait déjà défini une méthode simple pour la tracer.
Soit AB la largeur de la voûte à construire, sa hauteur ou montée ou flèche étant indéterminée, on décrit sur AB une demi-circonférence, et par le point C de celle-ci, pris sur la verticale OC, on mène la tangente mn, sur laquelle on prend les longueurs Cm et Cn égales à la moitié du rayon. En joignant mO et nO, on détermine les points D et E à l'aide desquels ou trace le triangle isocèle DOE dont la base est égale à la hauteur. Cela fait, on mène la corde DA, on la divise en quatre parties égales et par les points de division a, b, c, on trace des parallèles à DO. Les points où ces parallèles coupent l'axe horizontal AB et l’axe vertical CO prolongé, donnent les centres cherchés pour tracer sur AB diverses courbes à 3 centres, comme le montre la figure. Ces courbes sont celles qu'on nomme d'ordinaire l'ovale antique.

Tracé d’une anse à trois centres selon la méthode de Héron d’Alexandrie (avec les cercles de construction)

Depuis que l'anse de panier a été couramment adoptée pour la construction des ponts, les procédés proposés pour la tracer se sont multipliés et l'on a augmenté de plus en plus le nombre des centres. Nous allons exposer brièvement en quoi consistent ceux de ces procédés qui sont le plus en usage.
L'objectif était d'arriver à tracer des courbes parfaitement continues, sans jarrets et d'un contour élégant. Vu que le problème est indéterminé, on s'est imposé arbitrairement certaines conditions, supposées devoir conduire d’une façon plus sure au résultat cherché. Ainsi, tantôt on a admis que les diverses parties d'arcs de cercle, dont la courbe se compose, devront correspondre à des angles au centre égaux entre eux, d'autres fois, ces arcs de cercle partiels ont été pris de même longueur, ou bien encore on a fait varier, suivant des proportions déterminées, soit l'amplitude des angles soit la longueur des rayons successifs.
On a toujours admis d’ailleurs qu'un certain rapport serait maintenu entre le surbaissement de la voûte et le nombre des centres servant à tracer la courbe d’intrados, ce surbaissement étant mesuré, pour l’anse de panier comme pour l'arc de cercle, par le rapport de la montée à l'ouverture, c’est-à-dire par le rapport b/2a, b étant la montée et 2a la largeur de la voûte.
Ce rapport peut être du tiers, du quart, du cinquième, ou moindre, cependant dès qu'il devient inférieur au cinquième l'arc de cercle il doit, en général, être préféré è l'anse de panier ou à l'ellipse. Avec un plus grand surbaissement, il est bon de se donner au moins cinq centres et l'on en a admis parfois jusqu'à onze, comme pour la courbe du pont de Neuilly par exemple, voire jusqu'à dix-neuf pour le pont de Signac. L'un des centres devant toujours se trouver placé sur l'axe, vertical, et les autres disposés symétriquement en nombre égal à droite et à gauche, le nombre total en est toujours impair.

### Méthode de Huygens

Tracé d’une anse à trois centres selon la méthode de Huygens

Pour les courbes à trois centres, le procédé suivant, dû à Huyghens, consiste à les tracer en faisant correspondre les arcs de rayons différents à des angles égaux, c'est-à-dire à des angles de 60.
Soient AB l'ouverture et OE la flèche de la voûte, du centre O on décrit, avec OA pour rayon, l'arc AMF sur lequel on prend l'arc AM égal au sixième de la circonférence et dont la corde est par conséquent égale au rayon OA. On trace cette corde AM et la corde MF, puis, par le point E, extrémité du petit axe, on mène Em parallèle à MF. L'intersection de AM et Em détermine la limite m du premier arc. En menant par ce point m la ligne mP parallèle à MO, les points n et P sont les deux centres cherchés. Le troisième centre n'est situé à une distance n'O de l'axe OE égale à nO. L'examen de la figure suffit pour voir que les trois arcs de cercle Am, mEm’, m’B dont la courbe se compose correspondent en effet à des angles au centre Anm, mPm' et m’n'B égaux entre eux et tous les trois à 60°.

### Méthode de Bossut

Tracé d’une anse à trois centres selon la méthode de Bossut

La méthode suivante due à Charles Bossut, pour le tracé de cette même courbe à 3 centres, est plus expéditive. Soit encore AB et OE l'ouverture et la flèche de la voûte, c'est-à-dire le grand axe et le petit axe de la courbe à tracer. On joint AE et à partir du point E on prend EF' égal à OA–OE, puis on élève une perpendiculaire par le milieu m de AF’ et les points n et P, où cette perpendiculaire rencontre le grand axe et le prolongement du petit axe, sont les deux centres cherchés.
À égalité d’ouverture et de montée, la courbe ainsi tracée diffère de très peu de la précédente.

## Tracé des courbes à plus de trois centres
Pour les courbes à plus de trois centres, les méthodes indiquées par Bérard, Jean-Rodolphe Perronet, Émiland Gauthey et d’autres consistaient, comme pour le pont de Neuilly, à procéder par tâtonnements, et à tracer d’abord, d’après des données arbitraires, une première courbe approximative dont on rectifiait ensuite les éléments, à l’aide de formules plus ou moins certaines, pour les faire passer exactement par les extrémités du grand axe et du petit axe.

### Méthode de Michal

Tracé d’une anse à sept centres selon la méthode de Michal

M. Michal, dans une notice publiée en 1831, a traité la question d’une façon plus scientifique et dressé des tables contenant les données nécessaires pour tracer sans tâtonnements et avec une exactitude parfaite, des courbes avec 5, 7 et 9 centres.
Sa méthode de calcul peut d’ailleurs s’appliquer au tracé de courbes d’un nombre quelconque de centres. Les conditions qu’on s’impose pour que le problème cesse d’être indéterminé étant en partie arbitraires, M. Michal s’est proposé de composer les courbes tantôt d’arcs de cercle sous-tendant des angles égaux, tantôt d'arcs égaux en longueur. Comme cela ne suffisait pas pour la détermination de tous les rayons, il a admis en outre que ceux-ci seraient, pour chaque arc en particulier, égaux aux rayons de courbure, vers le milieu de ces arcs, de l'ellipse décrite avec l'ouverture pour grand axe et la montée pour petit axe.
À mesure que le nombre de centres augmente, la courbe se rapproche ainsi de plus en plus de l'ellipse de même ouverture et de même montée.
La table suivante est relative au tracé de l'anse de panier avec égalité des angles sous-tendus par les parties d'arcs de cercle dont elle se compose. Les valeurs proportionnelles qu’elle donne pour les premiers rayons sont calculées en prenant la demi-ouverture pour unité. Le surbaissement est le rapport de la flèche à l’ouverture entière.
| à 5 centres   | à 5 centres | à 7 centres   | à 7 centres | à 7 centres | à 9 centres   | à 9 centres | à 9 centres | à 9 centres |
| surbaissement | 1er rayon   | surbaissement | 1er rayon   | 2e rayon    | surbaissement | 1er rayon   | 2e rayon    | 3e rayon    |
| ------------- | ----------- | ------------- | ----------- | ----------- | ------------- | ----------- | ----------- | ----------- |
| 0,36          | 0,556       | 0,33          | 0,455       | 0,63        | 0,25          | 0,259       | 0,341       | 0,597       |
| 0,35          | 0,53        | 0,32          | 0,431       | 0,604       | 0,24          | 0,24        | 0,318       | 0,556       |
| 0,34          | 0,504       | 0,31          | 0,406       | 0,578       | 0,23          | 0,222       | 0,296       | 0,535       |
| 0,33          | 0,477       | 0,3           | 0,383       | 0,551       | 0,22          | 0,203       | 0,276       | 0,504       |
| 0,32          | 0,45        | 0,29          | 0,359       | 0,525       | 0,21          | 0,185       | 0,251       | 0,474       |
| 0,31          | 0,423       | 0,28          | 0,346       | 0,498       | 0,2           | 0,166       | 0,228       | 0,443       |
| 0,3           | 0,396       | 0,27          | 0,312       | 0,472       |               |             |             |             |
|               |             | 0,26          | 0,289       | 0,445       |               |             |             |             |
|               |             | 0,25          | 0,265       | 0,419       |               |             |             |             |

Il est aisé de voir comment, à l’aide de cette table, on peut tracer sans avoir aucune recherche à faire une anse de panier d’une ouverture quelconque à cinq, sept ou neuf centres, pourvu que le surbaissement corresponde exactement à l’un de ceux prévus par M. Michal.
Supposons par qu’exemple qu’il s’agisse de tracer une courbe à sept centres, de 12 mètres d’ouverture et de 3 mètres de montée, ce qui correspond à un surbaissement du quart, ou des vingt-cinq centièmes. Le premier et le second rayon seront égaux à 6 X 0,265 et 6 X 0,419, c'est-à-dire à 1,594 et 2.514.
Soit ABCD le rectangle dans lequel la courbe doit être inscrite, on décrit sur AB comme diamètre, une demi-circonférence qu'on divise en sept parties égales et l'on trace les cordes Aa, ab, bc, cd, cette dernière correspondant à une demi-division. Sur l'axe AB on prend, à partir du point A, une longueur égale à 1,590 m et on a le premier centre m1. On mène par ce dernier point une parallèle au rayon Oa et le point n où elle vient rencontrer la corde Aa est la limite du premier arc. On prend sur cette même parallèle, à partir du point n, une longueur nm2 égale à 2,514 et le point m2 est le second centre. On trace de ce point m2 une parallèle au rayon Ob, du point n une parallèle à la corde ab et le point d'intersection n' de ces deux parallèles est la limite du second arc. Cela fait, par le point n', on mène une parallèle a la corde bc et par le point E, une parallèle
à la corde cd. 
Enfin par le point d'intersection n’’ de ces deux droites on mène une parallèle au rayon Oc et les points m3, m4 où elle vient couper le prolongement du rayon n'm2 et le prolongement de l'axe vertical donnent le troisième et le quatrième centre. On a ainsi tous les éléments de la courbe, les trois derniers centres m5, m6 et m7 étant symétriques par rapport aux trois premiers m1, m2 et m3.
Comme le montre la figure, les arcs An, nn’, n’n’’, etc., correspondent à des angles au centre égaux entre eux et da 51° 34' 17" 14. De plus, si I'on construisait une demi-ellipse sur AB et OE comme grand axe et petit axe, les arcs de celle-ci compris dans les mêmes angles que les arcs de cercle auraient, en leur milieu, un rayon de courbure égal au rayon de ces derniers.
On construit avec la même facilité, par cette méthode, les courbes à cinq, sept et à neuf centres.

### Méthode de Lerouge
Après M. Michal, la question a encore été reprise par M. Lerouge, ingénieur en chef des Ponts et Chaussées, qui a dressé également des tables destinées au tracé des courbes à trois, cinq, sept et jusqu'à quinze centres. Mais en prenant comme conditions, pour effectuer ses calculs, qu'indépendamment de l'égalité : des angles qu'ils font entre eux, les rayons successifs croîtraient suivant une progression arithmétique.

### Ouvrages utilisés
- Eugène Degrand, Jean Resal, Ponts en maçonnerie, 1887, (voir dans la bibliographie)

1. 1 2 3  p. 363
2. 1 2  p. 364
3. 1 2  p. 365
4. ↑  p. 366
5. 1 2  p. 367
6. ↑  p. 368
7. 1 2  p. 369
8. ↑  p. 370
9. ↑  p. 371

### Autres sources
1. ↑  Vincent Droguet, « L'Hôtel de ville de Beaugency et sa restauration au XIXe siècle », Bulletin Monumental, t. 165, no 1,‎ 2007, p. 99 (lire en ligne)
2. 1 2 3 4   Paul Séjourné (1913), p 327
3. ↑   Paul Séjourné (1913), p 93, 97 et 103
4. ↑   Paul Séjourné (1913), p 107
5. ↑   Paul Séjourné (1913), p 147
6. ↑   Paul Séjourné (1913), p 112
7. ↑   Paul Séjourné (1913), p 110
8. ↑   Paul Séjourné (1913), p 103
9. ↑   Paul Séjourné (1913), p 122
10. ↑   Paul Séjourné (1913), p 168
11. 1 2 3   Marcel Prade (1986), p11